# Jem Cabanes
Jem Cabanes   (la Pobla de Lillet, 21 d'octubre de 1942), és un filòleg, poeta, corrector i traductor català. Fou caputxí de 1959 a 1971. Estudià filosofia a la Universitat Catòlica de Lovaina. Ha col·laborat en diversos mitjans, entre els quals hi ha Canigó, Serra d’Or, Avui, TVE-Catalunya, El Temps i Vilaweb. Ha traduït un gran nombre d'obres de modalitats ben diferents (assaig, novel·la, prosa, poesia, literatura infantil, teatre, textos religiosos...), a partir de diverses llengües: grec clàssic, llatí, anglès, francès, occità, espanyol, alemany, danès, neerlandès, suedès i norvegià. S'inicià en el camp de la traducció amb els evangelis de Sant Mateu i de Sant Marc de la Bíblia de la Fundació Bíblica Catalana i amb un Catecisme fet pels bisbes neerlandesos.

## Obra original
- A festes de pollancs i aurores (1976)